# Gimry
Gimry (russo:  Гимры; Avar: МахӀачхъала; Daguestânico: Генуб, é uma aldeia da República do Daguestão, na Rússia. Está localizado na costa ocidental do Mar Cáspio e é o lar onde nasceu Shamil, terceiro imã do Daguestão e da Chechênia entre 1834 e 1859.

## História
A aldeia è habitada desde 400 anos, e o professor Rassoul Magomedov acha que foi a capital de um principado chamado As-Sarir (O pequeno).

## Outras imagens

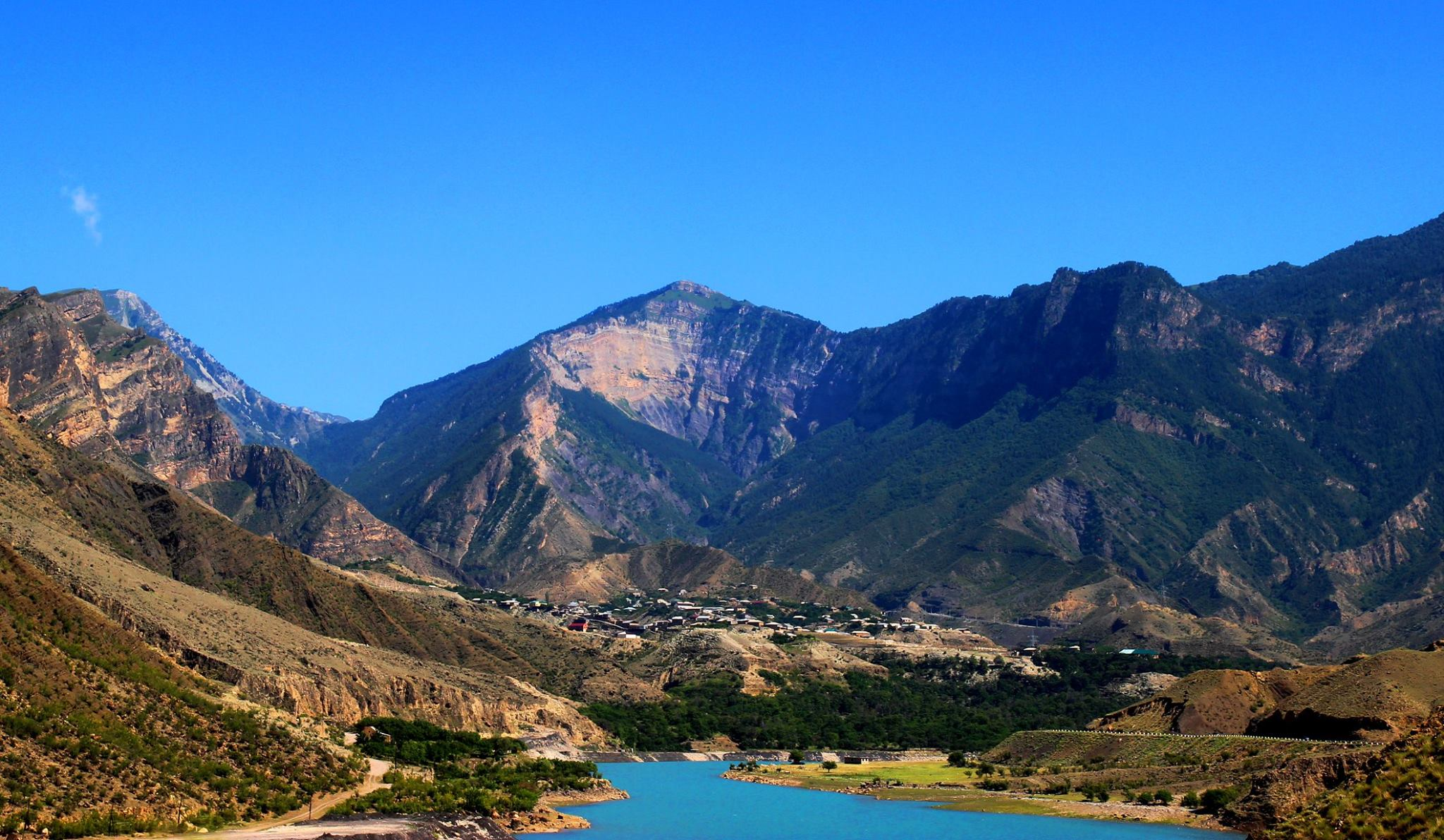
Outro panorama de Gimry.
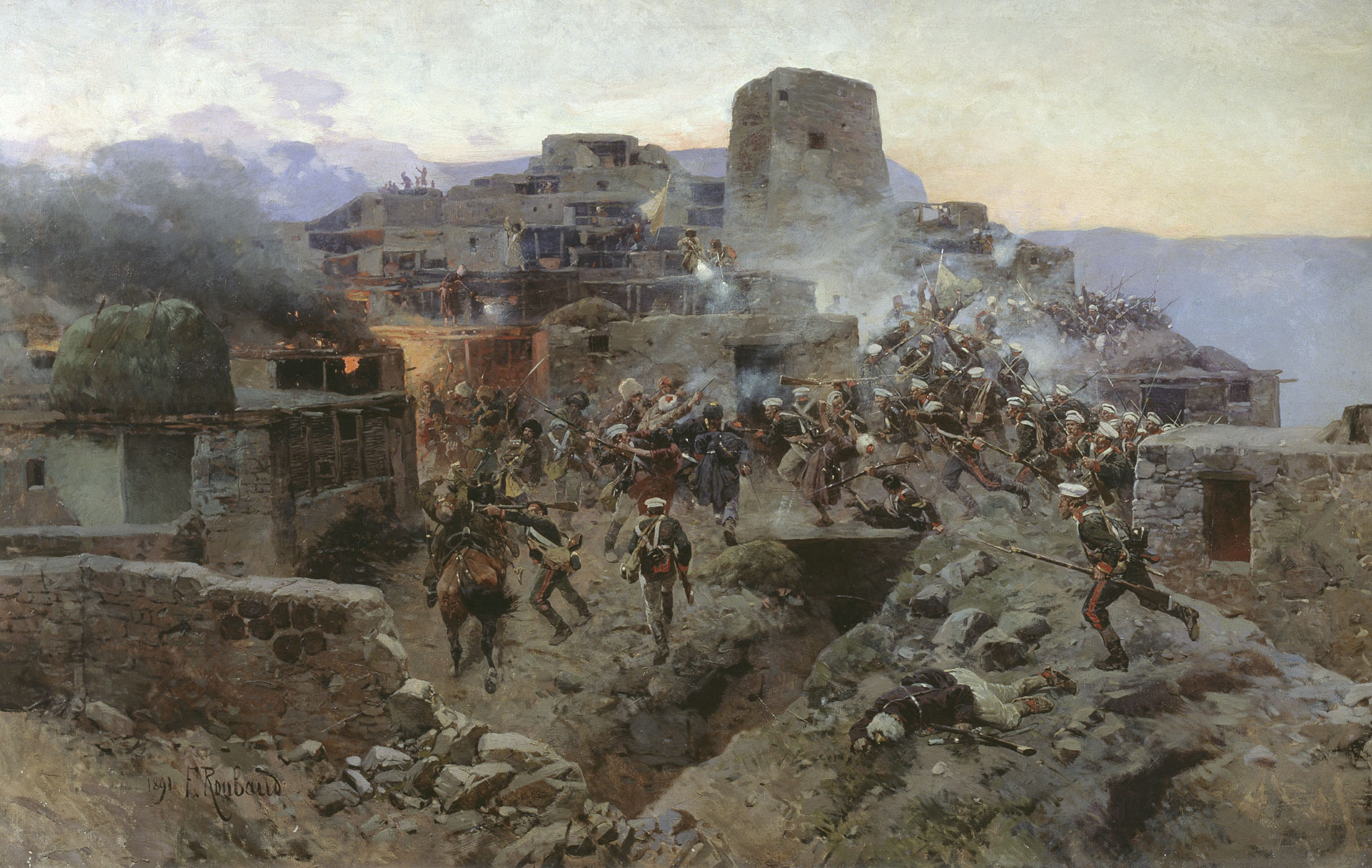
Assault of Gimry – Franz Roubaud, (1891), óleo.